# Maytenus angustifolia
Maytenus angustifolia là một loài thực vật có hoa trong họ Dây gối. Loài này được (Sond.) Loes. mô tả khoa học đầu tiên năm 1942.